# Princes Lakes
Princes Lakes – miasto w Stanach Zjednoczonych, w stanie Indiana, w hrabstwie Johnson.